# Agrostis pilosula
Agrostis pilosula är en gräsart som beskrevs av Carl Bernhard von Trinius. Agrostis pilosula ingår i släktet ven, och familjen gräs. Inga underarter finns listade i Catalogue of Life.